# Kuřim (nádraží)
Kuřim je železniční stanice v centrální části města Kuřim v okrese Brno-venkov v Jihomoravském kraji, nedaleko říčky Kuřimky. Leží na dvoukolejné elektrizované trati Brno – Havlíčkův Brod (25 kV, 50 Hz). Před stanicí je umístěno městské autobusové nádraží.

## Historie
Stanici otevřela 2. července 1885 společnost Rakouská společnost státní dráhy (StEG) na nově vybudované trati z Brna do Tišnova, postavena byla dle typizovaného stavebního vzoru. Po zestátnění soukromých společností v Rakousku-Uhersku po roce 1908 pak obsluhovala stanici jedna společnost, Císařsko-královské státní dráhy (kkStB). V roce 1911 se kuřimské nádraží stalo koncovou stanicí soukromé místní dráhy do Veverské Bítýšky. Po roce 1918 správu stanice přebraly Československé státní dráhy, které však o trať do Veverské Bítýšky zájem neměly. Kvůli velké hospodářské krizi byl na ní provoz roku 1936 ukončen.
Roku 1938 bylo Ministerstvem železnic vydáno rozhodnutí o dostavbě dvoukolejného železničního spojení z Havlíčkova Brodu dále do Brna přes Křižanov z důvodu zvýšení přepravní kapacity trasy dále na Slovensko, s plánem prodloužení slepé trati z Velkého Meziříčí do Křižanova. Budování trati Brno – Havlíčkův Brod pozdržela druhá světová válka, zcela dokončena a zprovozněna byla 5. prosince 1953, včetně kompletní přestavby celého kuřimského nádraží.

## Popis
Nachází se zde jedno hranové a dvě ostrovní, částečně krytá, nástupiště, k příchodu k vlakům slouží podchody pod kolejištěm.